# Stephan Berndt
Stephan Berndt (geboren 1961 in Hamburg) ist ein deutscher Autor, der schwerpunktmäßig zu den Themen Prophezeiungen und Zukunft publiziert. Dabei konzentriert er sich auf Europa und insbesondere den deutschsprachigen Raum. Die Vorhersagen des bekannten bayrischen Hellsehers Alois Irlmaier, über den Berndt auch eine Biographie verfasst hat, nehmen dabei eine Schlüsselrolle ein. Einige seiner Bücher gelten als Bestseller.
Laut eigenen Angaben befasst sich Berndt seit ca. 1990 mit Hellsehern und ihren Voraussagen zur Zukunft Europas. Um einzelne Aussagen schnell und genau untersuchen und miteinander vergleichen zu können, legte er 1993 eine entsprechende Datenbank mit rund 5000 Einzelvoraussagen von etwa 250 Sehern aus 11 Jahrhunderten an. Im selben Jahr veröffentlichte er sein erstes Buch Zukunftsvisionen der Europäer.
Nach einer weiteren Publikation 1997 kam es im Zuge der apokalyptischen Erwartungen vor der Jahrtausendwende zu einem verstärkten Interesse an der Thematik, so dass er häufiger als Experte für Prophezeiungen interviewt wurde. Dabei hatte Berndt jedoch den Eindruck, dass es weniger um ein echtes Interesse an den prophezeiten Ereignissen gehe, sondern eher darum, ihn und die Prophetie an sich ins Lächerliche zu ziehen.
In der Folge konzentrierte er sich stärker auf die alternativen Medien und war beispielsweise bei Alpenparlament.TV, Welt im Wandel oder QS24 zu Gast. Auch betreibt er auf YouTube einen Kanal, auf dem er sowohl vortragsartige Inhalte, als auch eher künstlerische Musik-Video-Verarbeitungen veröffentlicht. Es geht dabei in der Regel um aktuelle politische oder gesellschaftliche Entwicklungen im Hinblick auf die prophezeiten Szenarien.
Berndt lebte längere in Zeit in München und ist mittlerweile in Berchtesgaden ansässig.

## Veröffentlichungen
- Zukunftsvisionen der Europäer. Die Blaue Eule, Essen 1993, ISBN 3-89206-567-5.
- Prophezeiungen zur Zukunft Europas. Eine Analyse von 250 Quellen. Reichel Verlag, Weilersbach 1997, ISBN 3-926388-40-4.
- Prophezeiungen. Alte Nachricht in neuer Zeit. Reichel Verlag, Weilersbach 2001, ISBN 3-926388-60-9.
- Prophezeiungen zur Zukunft Europas und reale Ereignisse. Reichel Verlag, Weilersbach 2007, ISBN 978-3-926388-82-7.
- Alois Irlmaier. Ein Mann sagt, was er sieht. Der Seher - die Prophezeiungen - neueste Recherchen. Reichel Verlag, Weilersbach 2009, ISBN 978-3-941435-01-8.
- Hellseher und Astrologen im Dienste der Macht. Die geheimen Einflüsse auf Politiker und Herrscher. Ares Verlag, Graz 2011, ISBN 978-3-902732-11-8.
- Was will Putin? Wie durch Desinformation ein großer Konflikt in Europa provoziert werden soll. Kopp Verlag, Rottenburg 2015, ISBN 978-3-86445-257-4.
- Countdown Weltkrieg 3.0 - Das erscheinen der letzten Vorzeichen. Kopp Verlag, Rottenburg 2015, ISBN 978-3-86445-214-7.
- Refugium. Sichere Gebiete nach Alois Irlmaier und anderen Sehern. Reichel Verlag, Weilersbach 2016, ISBN 978-3-946433-30-9.
- 3 Tage im Spätherbst. Wie Hellseher weltweit seit Jahrhunderten eine 3-tägige Finsternis für unsere Zeit vorhersehen. Kopp Verlag, Rottenburg 2017, ISBN 978-3-86445-475-2.
- Neustart. Visionen und Prophezeiungen über Europa und Deutschland nach Crash, Krieg und Finsternis. Reichel Verlag, Weilersbach 2018, ISBN 978-3-946959-13-7.
- Wenn Beteigeuze explodiert. Die letzten Vorzeichen für das, was keiner glaubt. Reichel Verlag, Weilersbach 2021, ISBN 978-3-946959-81-6.